# Чемпионат мира по футболу 2018 (межконтинентальные стыковые матчи)
По одной команде от Азии, Северной и Центральной Америки, Южной Америки и Океании приняли участие в межконтинентальных стыковых матчах. Представители этих четырёх регионов составили две пары, которые сыграли между собой по принципу «дома и в гостях». Двое победителей вышли в финальную часть чемпионата мира. Впервые распределение регионов по парам было осуществлено по жребию — в рамках общей церемонии жеребьёвки 25 июля 2015 года. Эти стыковые матчи состоялись с 6 по 14 ноября 2017 года.
Результаты жеребьёвки:
- Команда Гондураса, занявшая 4-е место в зоне КОНКАКАФ, сыграла с командой Австралии, выигравшей стыковые матчи в зоне АФК
- Команда Новой Зеландии, занявшая 1-е место в зоне ОФК, сыграла с командой Перу, занявшей 5-е место в зоне КОНМЕБОЛ

## КОНКАКАФ vs АФК
| Команда 1 | Итог | Команда 2 | 1-й матч | 2-й матч |
| --------- | ---- | --------- | -------- | -------- |
| Гондурас  | 1:3  | Австралия | 0:0      | 1:3      |

### Матчи
| 10 ноября 2017, 16:00 UTC-6 (01:00+1d UTC+3) | \| Гондурас \| 0:0 Отчёт \| Австралия \| | Олимпико Метрополитано, Сан-Педро-Сула Зрителей: 38 000 Судья: Даниэле Орсато |
| Гондурас                                     | 0:0 Отчёт                                | Австралия                                                                     |

| 15 ноября 2017, 20:00 UTC+11 (12:00 UTC+3) | \| Австралия \| 3:1 Отчёт \| Гондурас \| \| Единак 54′, 72′ (пен.), 85′ (пен.) \| Голы \| Элис 90+4′ \| | Австралия, Сидней Зрителей: 77 060 Судья: Нестор Питана |
| Австралия                                  | 3:1 Отчёт                                                                                               | Гондурас                                                |
| Единак 54′, 72′ (пен.), 85′ (пен.)         | Голы | Элис 90+4′                                              |

## ОФК vs КОНМЕБОЛ
| Команда 1      | Итог | Команда 2 | 1-й матч | 2-й матч |
| -------------- | ---- | --------- | -------- | -------- |
| Новая Зеландия | 0:2  | Перу      | 0:0      | 0:2      |

### Матчи
| 11 ноября 2017, 16:15UTC+13 (06:15 UTC+3) | \| Новая Зеландия \| 0:0 \| Перу \| | Уэстпак, Веллингтон Зрителей: 37 034 Судья: Марк Гейгер |
| Новая Зеландия                            | 0:0                                 | Перу                                                    |

| 15 ноября 2017, 21:15UTC-5 (05:15+1d UTC+3) | \| Перу \| 2:0 \| Новая Зеландия \| \| Фарфан 27′ · К. Рамос 65′ \| Голы \| \| | Национальный стадион, Лима Зрителей: 39 125 Судья: Клеман Тюрпен |
| Перу                                        | 2:0                                                                            | Новая Зеландия                                                   |
| Фарфан 27′ · К. Рамос 65′                   | Голы                                                                           |                                                                  |